# François Robin de Scévole
Pour les articles homonymes, voir Robin.
François Louis Joseph Robin de Scévole, né le 5 août 1767 à Argenton-sur-Creuse et décédé le 26 juillet 1827 dans la même ville, est un homme politique français.

## Biographie
Issu d'une famille aisée et lettrée de la noblesse du Bas-Berry, il est le fils de Denys Robin de Scévole (1722-1809), avocat, président des gabelles, premier échevin d'Argenton, poète, ami de Voltaire. Il passe sa jeunesse dans un milieu éclairé. Il fréquente Marie-Aurore de Saxe, amie de Jean-Jacques Rousseau et grand-mère de George Sand. Le père de cette dernière, Maurice Dupin, vient souvent aux concerts du pavillon de musique de la maison des Scévole à Argenton. François Robin de Scévole publie des notices, sur l'agriculture, sur la poésie, et écrit des poèmes.
Il soutient les idées nouvelles et participe dès le 19 janvier 1789 aux travaux préparatoires des États généraux tout en passant pour être modéré. Il est officier municipal à Châteauroux où il se réjouit ouvertement de la chute de Robespierre. Au début de l'Empire, il est membre puis secrétaire du conseil d'arrondissement d'Argenton. Premier adjoint du maire, Auclerc-Descottes, il est nommé à sa place quand ce dernier se retire en avril 1814, et est maintenu en 1815 et sous la Seconde Restauration. Important propriétaire foncier, notamment du château de Villebuxière à Vigoux, de l'hôtel des Méloizes à Bourges, de celui de Scévole à Argenton ou encore du château d'Éguzon, acheté avec ses dépendances en 1791 pour 102 000 livres et revendu en 1823, il est vice-président de la Société d'agriculture de l'Indre et du Conseil d'arrondissement de Châteauroux.
Il est élu député par le grand collège de l'Indre le 1er novembre 1820, à 53 ans, par 80 voix sur 149 votants. À la Chambre des députés, proche de Royer-Collard, il appartient à l'aile libérale (gauche) et retrouve les accents de 1789. Il défend les libertés, proteste contre les lois d'exception, demande que les députés qui deviennent ministres soient obligés de renoncer à leur mandat législatif. Il réclame aussi bien la liberté de la presse que des économies budgétaires. Il fait imprimer beaucoup de ses interventions. Il va jusqu'à demander une réduction du traitement des préfets. Le préfet de l'Indre, sans doute particulièrement visé, le révoque en 1823 de sa fonction de maire d'Argenton "pour avoir aux élections dernières manifesté les opinions les plus hostiles au roi", et le remplace par Régis Couté de Paumulle. Aux élections législatives de 1824, modérés et libéraux sont laminés. François Robin de Scévole est battu, au profit de Claude Taillandier (majorité ministérielle). Il n'intervient plus dans la vie politique et meurt trois ans plus tard, à 60 ans.

## Œuvres
- Sur la culture de la vigne dans le canton d'Argenton
- Le dix-septième et le dix-huitième siècles considérés comme siècles de la poésie en France, 16 p., imprimerie A. Bayvet, Châteauroux, 1800 (François de Scévole y a la qualité d'associé-correspondant du Lycée d'émulation du département du Cher.)
- 21 notices imprimées sur ses avis, interventions et discours à la Chambre des députés, v. le catalogue général de la Bibliothèque Nationale de France.